# پیر شارل فورنیه دو سن-آمان
پیر شارل فورنیه دو سن-آمان (فرانسوی: Pierre Charles Fournier de Saint-Amant‎; ۱۲ سپتامبر ۱۸۰۰ – ۲۹ اکتبر ۱۸۷۲) شطرنج‌باز برجستهٔ اهل فرانسه بود. تقابل او با هوارد استانتون و شکستش در برابر او در سال ۱۸۴۳ به قهرمانی غیررسمی استانتون در جهان انجامید.